# Uli Lenz
Ulrich „Uli“ Lenz (* 10. März 1952 in Frankfurt am Main) ist ein deutscher Jazzpianist.

## Leben
Lenz, Sohn eines Cantors, begann schon im Alter von vier Jahren mit dem Klavierspiel. Bereits an der Goetheschule, dem Gymnasium in Neu-Isenburg, an dem er die Allgemeine Hochsulreife erwarb, fiel sein Talent auf.  In den siebziger Jahren studierte er Piano und Cello am Frankfurter Hoch’schen Konservatorium, später dann an der Hochschule für Musik und Darstellende Kunst Frankfurt am Main und spielte nebenbei Piano in Bars und Clubs. In den achtziger Jahren zog er nach Berlin und unternahm von dort aus mehrere Tourneen nach Frankreich, Spanien, Italien und Israel, bei denen er mit bekannten Saxophonisten zusammenspielte. In Berlin trat er in Jazzclubs und 1985 beim JazzFest Berlin auf.
1986 folgte eine Solo-Tour über den Balkan und durch den Mittelmeerraum, 1987 ein erster Aufenthalt in New York. Im Anschluss daran erlitt er einen Unfall, bei dem er eine Hand verletzte und von dem er sich nur mühsam erholte. 1988 folgte eine Live-Aufnahme im New Yorker Jazzclub „Sweet Basil“ mit Joe Chambers und Cecil McBee sowie eine Tour durch die Karibik, Zentral- und Südamerika. 1989 konzertierte er im Trio mit dem Bassisten Günter Lenz und dem  Schlagzeuger Allen Blairman auf dem Montreux Jazz Festival.
In den neunziger Jahren arbeitete er unter anderem mit Steve Grossman, Ed Schuller, Patricia Nomakosazana Dhlamini und Johannes Barthelmes zusammen. Er gastierte als Solist weltweit auf internationalen Festivals und unternahm Konzertreisen durch Europa, Afrika und den fernen Osten. 1997 formte Lenz ein Trio mit dem Bassisten Pepe Berns und dem Schlagzeuger Thomas Alkier. 2001 nahm Lenz mit dem Bassisten Ira Coleman, dem Schlagzeuger Horacio „El Negro“ Hernández und dem Gastsolisten TK Blue am Saxophon das Album Rainmaker's Dance für Arkadia auf, das gute Kritiken erhielt. In der Folge nahm Lenz weitere Duette mit Nomakosazana und Triojazz mit Ed Schuller und dem Schlagzeuger John Betsch auf. 2005 begann eine langjährige Zusammenarbeit mit François Jeanneau, mit dem er Duette einspielte und durch Russland, Brasilien, Indien, Pakistan und Teile Afrikas tourte. Seit 2007 spielt er im Trio 105 Jazz mit Drummer Zam Johnson und Gerhard Kubach am Kontrabass, das ebenfalls international auf Tournee war. Gegenwärtig setzt Lenz seine Tourneetätigkeit mit François Jeanneau, Ed Schuller, 105 Jazz und als Solo-Pianist fort.

## Diskographische Hinweise
- Midnight Candy, 1986, Enja 5009 (LP), solo
- Live at Sweet Basil, 1989, Enja 6008 (LP) & Enja 6008-2 (CD), mit Cecil McBee (b), Joe Chambers (dr)
- Life at the Montreux Music Festival, 1991, B&W 005/006, mit Günter Lenz (b), Allen Blairman (dr)
- Konzert der verlorenen Söhne, 1992, Konnex 5035, mit Johannes Barthelmes (ts, ss)
- Trane's Tree, 1993, Konnex 5057, mit Johannes Barthelmes (ts); Preis der Deutschen Schallplattenkritik 1994
- Trouble in Paradise, 1993, Tutu 888144, mit Nomakosazana (voc)
- Love Channel, 1995, Bellaphon 45100, solo
- Echoes of Mandela, 1997, Tutu 888180, mit Ed Schuller (b), Victor Jones (d)
- Rainmaker's Dance, 2001, Arkadia Jazz 71031, mit Ira Coleman (b), Horatio „El Negro“ Hernandez (dr), T. K. Blue (as)
- Tenderness - The Art of the Duo, 2004, Tutu 888198, mit Nomakosazana (voc)
- Good-bye Venus, 2007, Tutu 888218, mit Ed Schuller (b), John Betsch (dr)
- Walking in the Wind, 2008, Tutu 888226, mit François Jeanneau (s)
- Is There a Life after Bradley’s?, 2011, Tutu 888238, mit Ed Schuller (b)
- Une Fille pop, 2011, Vila Mariana, mit Emmanuel Tugny und der Lady Guaiba's Swing Band
- Dance Manaña, 2014, HGBS 20041, solo
- Thinking Of You, 2014, HGBS (Fenn Music) 20035 CD, mit Kubi Kubach (b), Zam Johnson (dr) als The 105 Lenz-Kubach-Johnson Jazz Trio
- Art of Duo - Les Danses de Vulcain, 2015, Tutu 888242, mit François Jeanneau (ss)